# Polruan
Polruan – wieś w Anglii, w Kornwalii. Leży 69 km na wschód od miasta Penzance i 343 km na południowy zachód od Londynu.